# 김수환
김수환(金壽煥, 1922년 7월 2일~2009년 2월 16일)은 대한민국의 종교인이다. 천주교 성직자이며, 한국인 최초로 가톨릭 추기경에 서임되었다. 본관은 광산. 세례명은 스테파노이며 아호는 옹기이다. 로마교구의 '산 펠리체 다 칸탈리체 첸토첼레 성당' 명의주임 사제직의 사제급 추기경이었다.
군사 정권 당시 민주화 운동과 시민사회 활동을 하였으며, 문민정부 출범 이후에는 사회 운동과 방송 활동, 복지 사업, 언론 활동, 강연 활동 등을 하였다. 한국 가톨릭계를 대표하는 인물로서 수십 년간 군부 정권의 독재에 저항하며 한국 민주주의의 발전을 위해 헌신한 인물 가운데 한 사람이었다. 인권의 수호자로서 인간의 존엄성에 대한 신념과 공동선의 추구를 바탕으로 교회가 세상에서 빛과 소금의 역할을 감당해야 한다는 신념에 따라 신앙을 실천한 인물이었다.

## 생애

### 생애 초기

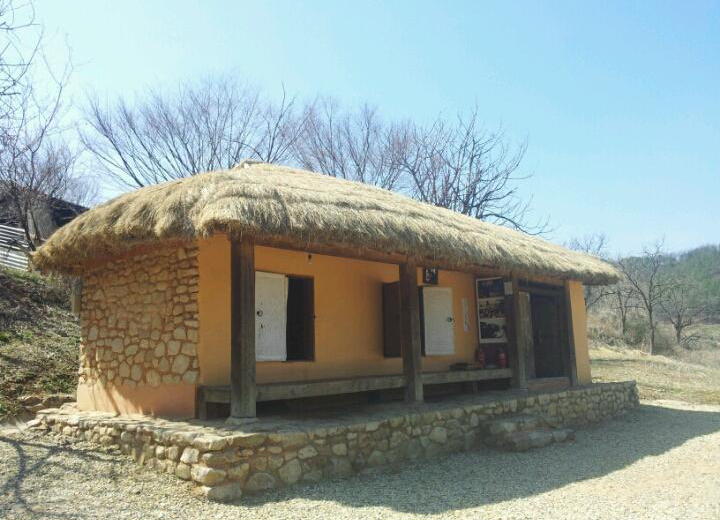
김수환 군위 옛 생가(2016년 11월 촬영)

김수환은 대구 도심인 남산동에서 5남 3녀 중 막내로 태어났다. 김수환의 할아버지인 김익현은 천주교를 신봉하다가 1868년에 발생한 '무진박해'로 인해 연산에서 관군에게 잡혀 순교하였을 만큼 집안이 대대로 독실한 천주교 집안이었다. '무진박해'로 아버지를 잃고 유복자로 태어난 아버지 김영석은 박해를 피해 살던 고향을 떠나, 다른 신자들처럼 옹기장수로 전국을 떠돌았다. 그러던 중 1895년경 서중하와 결혼하였다.
어머니 서중하는 가난한 옹기장수인 김영석과 결혼하고 고단한 삶을 살았으나 자식들 앞에서는 한 번도 나약한 모습을 보여주지 않았다고 한다. 그의 부모는 여덟 명의 자녀가 전부 로마 가톨릭 성직자가 되기를 바랐으나 넷째 형 김동한과 김수환 2명만이 그 꿈을 이루었다. 김수환은 4세때 군위로 이사했으며 8세에 군위공립보통학교에 입학하였다.

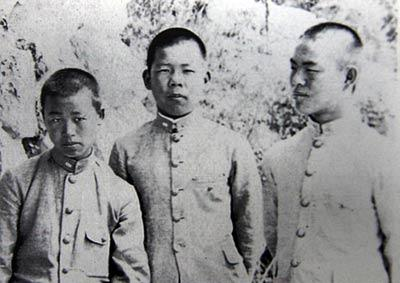
보통학교 재학 시절의 김수환(가운데)

보통학교 1학년 재학 중 아버지 김영석이 세상을 떠났다. 어머니 서중하는 "아비 없는 자식이라는 말을 들어서는 안 된다."며 자식들을 엄하게 키웠다. 그러나 김수환은 생전에 회고하기를 "어머니는 자식들 교육에 엄하셨지만 먹는 것, 입는 것은 마치 부잣집처럼 해주셨다. 그 대신 사치란 있을 수 없었고 심지어 엿이나 과자 같은 군것질도 할 수 없었다."라고 회고하였다.
그의 어릴 적 꿈은 상인이 되는 것이었다. 보통학교를 졸업하면서 읍내 상점에 취직해서 5년쯤 장사를 배워 독립하고서 25살이 되면 결혼할 생각이었다. 그러나 상급학교 진학과 그리스도 신앙의 영향 등으로 성직자의 길을 걷게 되었다. 보통학교에 다닐 때 그와 넷째 형 김동한은 어머니로부터 불려가 나중에 사제가 되라는 권유를 받고 그 길을 걷게 된다.한편 어머니는 방랑벽이 있던 그의 맏형을 만주까지 찾아가 데려왔다고 하며 김수환은 훗날 어머니의 깊은 신앙심과 사랑의 영향을 받게 되었다고 고백하였다.
군위공립보통학교에 다니다가 김수환의 가족들은 대구로 이사하여 성 유스티노 신학교로 전학하여 1935년에 졸업했다. 이후 서울대교구의 신학교였던 동성상업학교에 입학하여 학업을 지속하였다. 1941년 4월에 20세의 김수환은 대구교구의 장학생으로 조치대학교에 입학하여 학업을 계속했으나 점차 독립투쟁에 관심을 두게 되었다.가톨릭출판사에서 간행하는 아동 잡지 월간 소년에 연재되고 있는 만화 전기《혜화동의 할아버지》에서는 김수환이 신학수업 전통에 따라 본래는 로마에서 공부해야 하는데, 일제 강점기여서 조치 대학교에 진학했다고 설명하였다. 일본 유학시절 친일 성향의 일부 학생들과 조선인을 무시하는 일부 교수들과 관리들의 부당한 처우로 방황했지만 독일인 가톨릭 사제의 격려로 학업을 지속하였다고 한다. 나중에 김수환은 학도병에 강제로 징집되어 동경 남쪽의 '후시마 섬'에서 일본 사관후보생으로 훈련을 받았다. 김수환은 성신대 학생 시절 넷째 형 김동한이 사목하던 부산광역시 범일 성당을 방문, 성당 부설 보육원에서 일하며 가끔 사제관 잡일을 돕던 여인으로부터 청혼을 받았다. 그녀가 김수환에게 나를 받아줄 수 있겠느냐며 청혼하자 당시 로마 가톨릭의 사제 서품 전이던 김수환은 "나는 정말 사제가 될 것인가?"를 놓고 일생일대의 고민을 했고 적잖이 마음이 흔들렸다고 한다. 그러나 "한 여인을 온전히 사랑할 자신이 없고, 그보다는 많은 사람을 위해 도움을 주는 일이 좋겠다."라고 마음을 정리하고 결국 청혼을 거절하였는데 조치대학교 철학과에 입학할 당시 김형석 연세대학교 명예교수가 3학년에 재학 중이었다.

#### 광복과 사제 서품

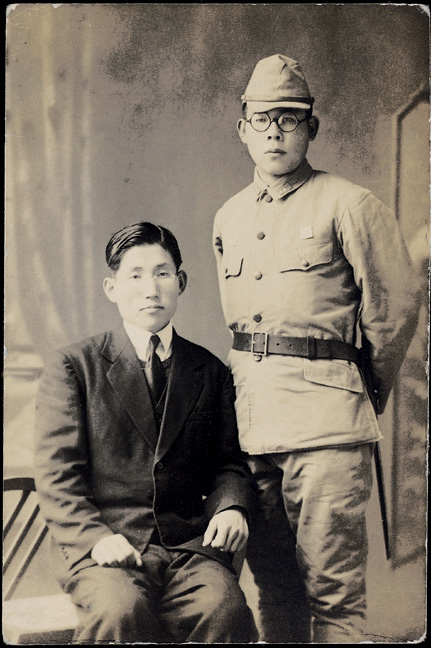
학도병 시절 전석재 신부와 김수환(오른쪽)

1944년(당시 23세) 김수환은 졸업을 얼마 남겨 놓지 않았던 무렵에 강제로 학도병에 징집되어 도쿄 남쪽의 후시마 섬에서 사관후보생 훈련을 받게 되었다. 정상적으로 훈련을 마쳤으면 소위로 임관할 터였지만 일본군 상관에게 훈련에 대한 고충과 조선인에 대한 차별을 말해서 후보생 자격이 박탈되어 병(兵)으로 신분이 격하되었다. 이때 일본 군복을 입고 '전석재' 신부와 촬영한 사진이 언론에 공개되어 비난의 소재가 되었다.
이듬해 제2차 세계 대전이 끝나면서 다시 조치 대학교에 복학했으나 1945년 9월에 자퇴한 후 귀국하고 이듬해 성신대학에 입학하여 1950년에 졸업하였다. 그리고 1951년 9월 15일에 대구에 있는 계산성당에서 사제서품을 받았다.

### 사목 활동

#### 사제 서품
김수환이 사제로서 첫 사목 생활을 시작한 곳은 안동성당이었다. 이어 1953년 4월에 대구교구장 최덕홍 주교의 비서, 대구교구 재경부장을 거쳐 1955년 6월에는 김천 성당의 주임 겸 교구 평의원으로도 활동하였다. 그해 성의여고의 교장으로 부임하여 1년 동안 재직하였다.김수환은 1956년 7월 35세에 뮌스터대 대학원에 진학하였는데 그 시절 독일에 일하러 온 한국 노동자들을 돌보는 일을 맡아 학업을 지속하는데 어려움을 겪다가 결국 졸업하지 못했다. 1960년에 제2공화국 출범 소식을 접했고 이듬해 1961년 다시 박정희 등에 의한 5.16 군사 정변 소식을 접하고 그는 군인들의 정변에 반대한다. 그 뒤 박사 학위를 얻지 못한 채 1964년에 귀국하고 그 해 6월에 '가톨릭시보사'의 사장에 취임하였다. 서울에서 김수환은 1년 8개월 동안 안정된 신문 제작과 발행에 역점을 두고 노력했고 그 밖에 그는 강연 활동을 하기도 했다.

#### 주교와 대주교
1966년 2월 15일(당시 43세) 김수환은 교황 바오로 6세에 의해 마산교구장 주교로 임명되었다. 그리고 같은 해 5월 31일에 성지여자중·고등학교의 강당에서 주교 서품식과 교구장 착좌식을 가졌다. 김수환 주교는 제2차 바티칸 공의회의 정신에 따라 교구를 이끌었으며, 초대 교구장으로서 아무것도 없던 마산교구에 발판을 마련했다. 1967년 서울대교구의 교구장인 노기남 대주교가 고령의 나이를 이유로 은퇴하자 1968년 4월에 바오로 6세에 의해 천주교 서울대교구의 교구장으로 임명됨과 동시에 대주교로 서임되었고 5월 29일 천주교 서울대교구의 주교좌에 착좌하였다. 당시 서울대교구는 교구장이 1년 가까이 공석이었기 때문에 행정상태가 매우 어려운 형편이 었는데 김수환은 대주교로서 이를 잘 타개하여 안정된 행정을 수행하였다.

#### 추기경 서임
1969년 3월 28일, 김수환은 교황 바오로 6세에 의해 추기경으로 임명되었다. 동아시아에서는 중국의 북경대주교 '티엔켄신'(토마스) 추기경, 일본의 동경대주교 '도이 다쓰오'(베드로) 추기경에 이어 세 번째로 중국의 남경대주교 '유핀'(바오로) 추기경과 같이 추기경직에 서임 되었으며, 그때 그의 나이는 마흔일곱 살로 당시 세계 최연소 추기경이었다. 김수환은 이후 30년 동안 천주교 서울대교구의 교구장 대주교로 재임하면서 두 차례에 걸쳐 한국 천주교 주교회의 의장을 역임했고, 주교회의 산하 여러 분과 위원장과 전국 단체들의 총재를 맡았으며, 1975년 6월 1일부터 평양교구장 서리를 겸하였다.

#### 아시아 주교회의 준비 위원장으로 선출
또 1970년에는 아시아 천주교 주교회의 구성 준비 위원장으로 선출되었으며, 1967년 이후에는 한국 대표로서 여섯 차례에 걸쳐 세계 주교 대의원 회의에 참석하기도 하였다. 이 밖에도 그는 고위 성직자로서 한국의 종교뿐만 아니라 정치·사회·문화 등 여러 방면에 공헌한 업적을 인정받아 1974년 2월 서강대학교에서 명예 문학 박사 학위를 받은 이래 미국 노트르담 대학, 일본 조치 대학, 고려대학교, 미국 '시튼 힐 대학', 연세대학교, 타이완 '후젠 가톨릭대학', 필리핀 '아테네오 대학' 등에서 명예 법학·철학·인문학 박사 학위를 받았다.
1970년 국민훈장 무궁화장을 수여 받았다. 박정희는 그에게 국가원로로서 자문을 요청하였으나 그는 조용히 박정희의 요청을 사양하였다.

#### 철권통치 비판
1971년 크리스마스 자정 미사에서 사전 검열된 강론 원고에는 없던 박정희의 비상대권 입법을 작심하고 비판하는 내용을 포함한 강론을 진행한다. 마침 이를 TV로 지켜보던 박정희 대통령의 지시로 관계 당국은 생중계를 중단시키는 조치를 곧바로 하였으나 여러 문제가 걸려서 강론이 다 송출되고 나서야 방송이 뒤늦게 중단된다.
이 카톨릭 추기경의 문제를 다루는 관계 기관 대책회의가 크리스마스 날 아침에 열렸는데, 잠시 후 165명의 사망자가 발생한 대연각호텔 화재 사건이 발생하여 추기경의 발언 문제는 흐지부지 된다.
그리고 그는 1972년 10월 유신 이후 박정희의 철권 통치를 강도높게 비판하였다.
1974년 민청학련 사건으로 지학순 주교가 연루돼 구금됐을 때는 석방을 탄원하러 박정희 대통령을 직접 찾아가 면담하기도 했고, 그 앞에서 정권의 독재를 강도 높게 비판하였다. 또한, 정교분리와 자유와 인권 등의 문제를 놓고 박정희와 갑론을박하다가 논쟁 끝에 박정희를 설득시켜 지 주교의 석방을 얻어냈다. 1974년 7월 인혁당 사건 관련자에 대한 탄원서에 서명하였다.
또한, 1971년 대한민국 전역에 생방송으로 중계된 성탄 미사에서 그는 “비상대권을 대통령에게 주는 것이 나라를 위해서 유익한 일입니까. 이런 법을 만들면 오히려 국민과의 일치를 깨고, 그렇게 되면 국가안보에 위협을 주고 평화에 해를 줄 것입니다.”라며 비판하기도 하였다. 그의 유신비판 강연과 시국연설을 불쾌해한 박정희는 강원룡과 김수환의 강연, 연설, 방송은 꼭 시청하거나 보좌관을 시켜 녹화해두었다 한다.
1979년 10월 26일 대통령 박정희가 암살당하자 직접 추모사를 낭독하기도 하였다. 이때 추모사 중에서 “인간 박정희가 이제 주님 앞에 섰습니다.”라는 표현이 화제가 되기도 했다.
한편, 박정희에 대해 그는 장기 집권 야욕을 버리고 나머지 과제를 후임자에게 넘겼더라면 지금쯤 국민의 존경을 받는 국부(國父)가 됐을 것이라며 아쉬워하기도 하였다.

### 1980년대 이후의 활동

#### 5공, 6공 시절
1980년대의 군사정권 출범 뒤에도 재야 활동을 하였다. 12.12 사태 이후 인사를 온 당시 전두환 소장에게 "서부 활극을 보는 것 같습니다. 서부영화를 보면 총을 먼저 빼든 사람이 이기잖아요."라고 비판했다. 또 가장 마음에 아팠던 일로 광주 민주화 운동이었다고 말하면서, 그는 "개인적으로 가장 고통을 겪었을 때가 그때였어요. 사태가 그대로 알려지지도 않고 구체적으로 어떻게 대처할지도 모르는 상태이고 내가 할 수 있는 노력은 다 해봤지만 먹혀들어가지도 않고 많은 사람들이 상처를 받은 것 같으니까…"라는 말을 남겼다.

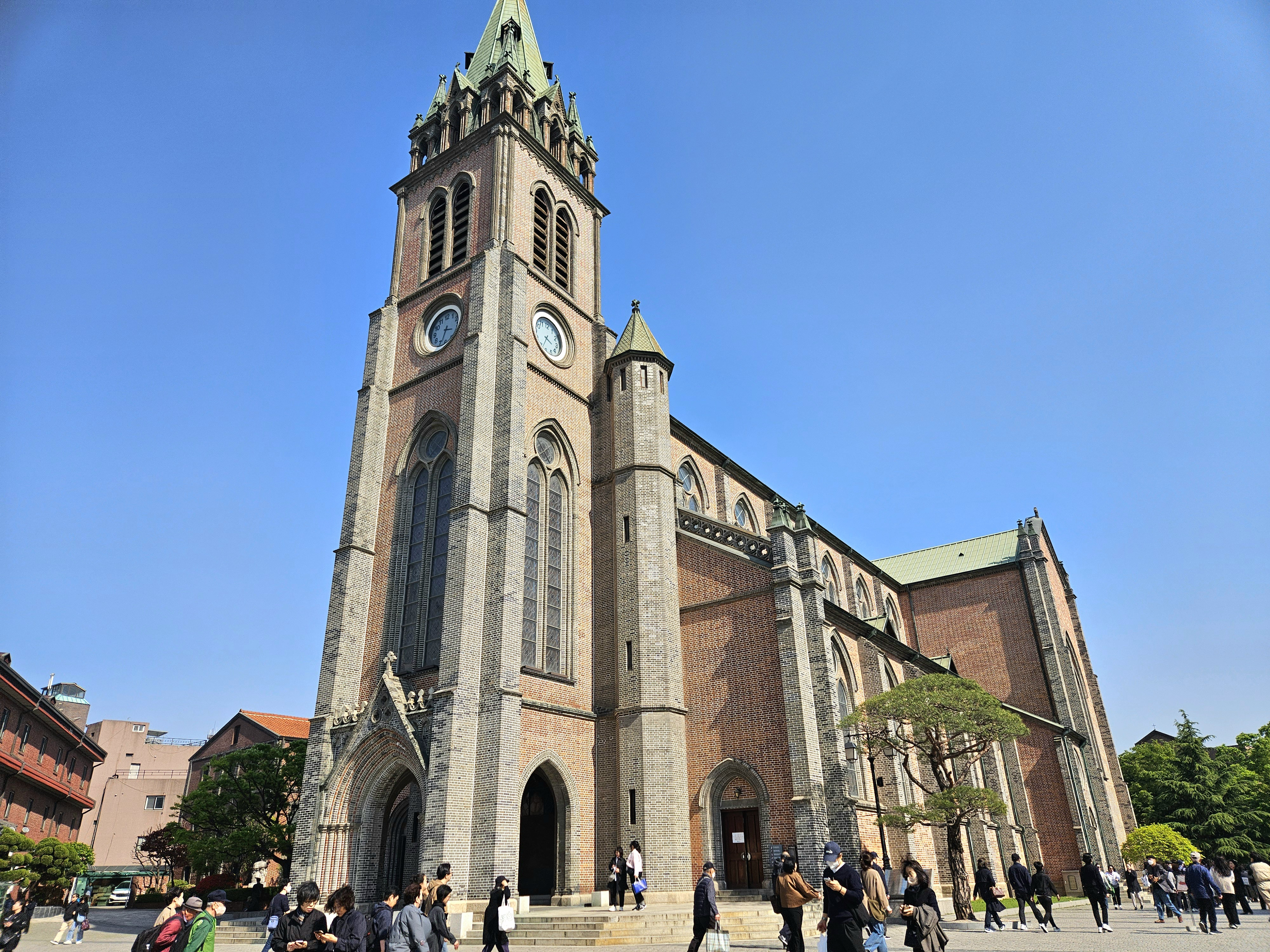
명동성당

또한 박종철 고문 치사 사건 당시에는 "이 정권에 '하느님이 두렵지도 않으냐'라고 묻고 싶습니다. 이 정권의 뿌리에 양심과 도덕이라는 게 있습니까. 총칼의 힘밖에 없는 것 같습니다. 지금 하느님께서는 우리에게 묻고 계십니다. '너희 젊은이, 너희 국민의 한 사람인 박종철은 어디 있느냐?' '그것은 고문 경찰관 두 사람이 한 일이니 모르는 일입니다' 하면서 잡아떼고 있습니다. 바로 카인의 대답입니다."라며 강도높게 비판했다. 1987년 4.13 호헌 조치 당시에서도 미사에서 이를 철회하라는 요구를, 6월 항쟁 때는 명동성당에 들어온 시위대를 연행하기 위해 경찰이 투입되려 하자 "경찰이 들어오면 맨 앞에 내가 있을 것이고, 그 뒤에 신부들, 그 뒤에 수녀들이 있을 것이오. 그리고 그 뒤에 학생들이 있을 것이오"라고 버틴 것도 그였다.
1983년 넷째 형 김동한 사제가 사망하자 그는 형이 마지막으로 거주하던 곳을 찾아 그곳에서 한동안 머물렀다고 한다.
김수환 추기경의 서경원 의원 재판에 증인으로 출석할 것인지 사회적으로 관심이 있은 가운데 『종교인으로서 양심상 증언요청이 있을 때 피할 수 없었으며 재판부에서도 일단 나오면 증인으로 받아주겠다고 해 출석했다 그러나 출석여부에 관한 결정은 다른 신부들과 상의하지 않고 나혼자 결정했다』고 말해 교회 및 사법사상 처음으로 김수환 추기경이 1990년 4월 21일 오전 10시 서울고등법원 형사2부(재판장 윤재식 부장판사) 심리로 열린 서경원의원 밀입북사건 항소심 5차공판에서 1988년 9월 22일 서경원 의원을 만나 나눈 대화내용, 국가보안법 및 남북통일문제에 대한 견해 등을 증언했다. 피고인석에 있는 서경원이 "북한으로부터 김수환의 방북을 추진하라"는 지령을 받고 자신을 만났다는 공소사실을 부인하면서 『서경원 의원이 나를 만나 방북사실을 털어놓은 것은 서경원 의원 나름대로 남북관계개선이나 종교자유를 위해 좋은 일을 하고 왔다는 사실을 교회의 책임자인 나에게 자랑하고 칭찬받고자 하는 것 같았다』고 하면서 『국가보안법상의 불고지죄가 정부로서는 필요할지 몰라도 사람들로 하여금 서로를 믿지 못하게 하는 것 같다』며 『국가보안법자체도 사회여론이나 민주화의 시점에서 볼때 개정되거나 철폐돼야 할 것』이라고 소신을 밝혔다.

### 선종
2008년 7월에 노환에 따른 폐렴으로 서울 강남성모병원에 입원하였으며, 약 7개월 정도 투병해 오다가 다음 해인 2009년 2월 16일 오후 6시 12분경 병마를 물리치지 못하고 향년 86세로 선종하였다. 그가 세상을 떠난 후 장례식은 명동 성당에서 5일장으로 치러졌으며, 장례가 치러지는 동안 많은 조문객이 오갔다. 2009년 2월 20일 용인공원묘원에 유해가 묻혔다.

## 공동선
홀로코스트 당시 교회의 침묵을 지적한 칼 라너 사제의 영향으로 제2차 바티칸 공의회이후 가톨릭은 교회의 사회참여를 주장하였다. 로마 가톨릭의 변화에 맞추어 김수환 추기경은 가난하고 봉사하는 교회, 한국의 역사현실에 동참하는 교회상을 제시하였다. 김수환 추기경의 생각으로 교회는 인간의 존엄성에 대한 확고한 신념을 바탕으로 하는 공동선을 추구해야 하고, 모든 사회구조나 정치형태는 공동선을 추구함에 있어 평등적 권익으로 보장하고 특권의식과 배금주의를 버리며 혁신과 정화의 근본이 되는 인간내면의 회심을 주도해야 한다. 또한 교회가 공동선을 이룩하려면 불의와의 타협을 거부해야 한다고 주장하였으며, 그의 사상은 유신체제 아래에서 곧 위헌적 계엄과 국회해산 및 헌법정지의 비상조치로써 의회와 헌법에 따른 민주주의를 파괴한 박정희 대통령의 독재에 저항하여 탄압을 당하던 민주화 인사들의 인권을 위해서, 정의의 회복을 위해서 쓰였다. 특히 1980년대의 민주화운동에서 김수환은 엄청난 영향을 끼쳤다. 그 결과 한국 천주교회는 정치적으로 많은 고난을 겪었지만, 대중에게 천주교회가 더욱 가까이 느껴질 수 있는 계기가 되었다고 한다.
특히, 1987년 천주교 서울대교구에 빈민 사목 위원회를 두었고 추기경 재임기간에 복지기관을 150개나 설립하는 등 어려운 사람들을 위해서 일하는 사회선교의 모범을 삶으로 보여주었다.
1985년 강원도 정선군 사북읍을 찾아 사북 탄광체험 활동에 참여하였다. 그러나 사북 일대에 광부의 부인들이 남편 출근시에 추문이 돌자 김 추기경은 광부의 부인들을 찾아 '남편은 처자식 먹여 살리느라 저 고생인데 부인들이 춤이나 추러 다니면 되겠느냐'며 호통치기도 하였다.

#### 1990년대 이후
한편 노태우 정부 집권 당시 그는 국군보안사령부의 사찰 대상 중 한 사람이 되어 감시당하다가, 한국외국어대학교 재학 중 민학투련 출신의 사유로 보안사에 연행되었다.
1990년 10월 4일 그것이 군정부의 프락치로 활동해 왔던 윤석양 이병의 탈영과 폭로로 밝혀졌다.
1991년 7월에는 강원도 고성의 통일전망대를 방문해서 장애인들과 남북통일을 기원하며 평화의 종을 울렸다.
1997년 김수환은 고령의 나이(당시 만 75세)를 이유로 로마 교황청에 서울대교구장 사임 의사를 밝혔으나 받아들여지지 않았다. 이후 그는 다시 여러 차례 사임 의사를 밝혔고 1998년 4월 19일에는 아시아 특별 주교 시노드 참석차 교황청을 방문한 자리에서 다시 한 번 사의를 표명하였고, 결국 교황 요한 바오로 2세가 1998년 5월 29일 서울대교구장과 평양교구장 서리직의 사임을 허락하였다.
1998년 12월 14일 서울특별시 성북구 성북동의 길상사 개원법회에 참석하여 축하함으로써, 종교간의 화합을 보여주었다. 이에 대한 답례로 1998년 2월 24일에 법정 스님이 명동성당을 방문하여 특별 강연을 가지기도 하였다.
1998년 서울대교구장과 평양교구장 서리직을 당시 청주교구장이었던 정진석 당시 대주교에게 물려주었다. 이후 사회 활동에 많이 참가해 영향을 끼쳤으며, 세계적으로 최고령 추기경과 최장재임 추기경으로서 명성이 높았다.
1999년 4월 28일 김수환은 강원도에서 추기경 서임 30주년 축하식을 열어준 군종사제들과의 면담에서 "장면 총리의 역사적인 재평가 작업을 여생동안 이뤄보고 싶다"는 의지를 적극 표명하였다. 6월 4일 장면 총리 서거 33주년 기념일인 신임인사차 예방한 박지원(요셉) 문화관광부 장관은 김수환에게 장면의 포천 묘소를 국립묘지로 이장할 것을 제의하면서 협조를 요청하기도 했다.
2000년 12월 26일부터 2001년 1월 28일까지 강원룡 목사, 이돈명 변호사와 함께 전쟁의 참상·평화의 가치 체험현장 전시회 추진공동위원장으로 전시회를 주관하였다.

### 2000년대 이후의 활동
2001년 1월 26일 오전 10시 반부터 1시간 20분 동안 경기도 의왕시의 서울구치소에서 사형 직전의 사형수들을 찾아 미사를 집전하기도 하였다. 2001년 2월에는 한국 정당 정치 실록 1, 2권이 출간될 무렵, 최근 정치인들이 정권욕에 빠져 제 구실을 못한다며 대한민국의 정치계를 질타했다.
2002년 천주교 규정에 따라 만 80세가 되어 교황 선출권을 상실하였으나, 2004년 4월 9일 사제급추기경 수석에 승계되었다. 이에 김수환은 공식 업무에서 은퇴한 추기경 대신 실무를 맡을 추기경이 한국 천주교회에 절실히 필요하다고 로마 교황청에 통보하였고 이듬해 소설가 최인훈과의 인터뷰에서 이를 증언하였다. 2006년 6월 22일, 대한민국에 새로운 정진석 추기경이 나옴에 따라 김수환은 다행이라고 표현했다.
2004년 봄, 사순절 기념 강연에는 노무현 탄핵사태 등으로 국론이 분열될 것을 우려하며 여당에 참을 것을 주문하였다가 함세웅 신부로부터 불의한 독재시대에 권력자들이 늘 했던 표현이며 시대의 징표를 읽지 못한다는 비판을 받기도 하였다.
한편 한나라당 소속 국회의원의 단식농성 현장을 찾아 위문했다가 다시 신부 함세웅의 규탄을 받기도 했다.
문화예술 활동에 두드러지게 활동한 바는 없으나 2004년 3월 24일 오후 서울 중앙시네마에서 열린 특별 시사회에 특별히 참석하여 관람하기도 했다. 또한 테레사 수녀의 생애를 다룬 '마더 데레사'도 관람하기도 했다.
2005년 4월, 교황 요한 바오로 2세의 선종 후 새 교황을 선출하는 선거(콘클라베)에는 연령 제한 규정 때문에 참석하지 못했다. 그러나 요제프 라칭거 추기경이 교황 베네딕토 16세로 선출된 후 교황 즉위 미사를 2명의 추기경과 공동으로 주관하였다.

#### 야당 및 진보 진영과의 갈등
그는 사립학교법 개정에 반대하기도 하였고, 노무현 대통령 탄핵 정국 때는 촛불시위 자제를 촉구하기도 해 진보 진영에서 비판하기도 하였다. 또한, 국가보안법 존치를 지지해 진보 진영으로부터 비판을 받았지만, 이를 두고 대한민국의 권력 구조가 균형을 잡은 상황에서 추기경인 그가 특정한 정치 노선에 계속 치우친다는 것은, 거대 종교 지도자로서 적절치 못한 일일 수도 있었던 것이라고 평가하기도 한다.

#### 반미주의에 대한 비판
2005년 10월 동국대학교의 강정구 교수가 한국 전쟁 당시 미군의 개입을 비판하자, 10월 21일 특별 기자회견에서 강정구를 비판하였다. 강정구의 미군 개입 비판에 대해 김수환은 ‘전쟁 당시 미군이 참전하지 않았다면 한 달 내에 통일됐을 것’이고, ‘그렇게 되지 못한 것이 아쉽고, 그래서 미군은 우리의 원수다.’라는 의미로 압축할 수 있다고 지적하였다.
이어 강정구의 발언 중 한국 전쟁이 ‘남침’으로 발발했다는 주장에 대해서는 “한국 전쟁이 남침이었다는 말은 그쪽 진영의 사람들 입에서는 오랜만에 듣는 말인 것 같습니다. 그 언저리에 있는 사람들은 한국 전쟁에 대해 늘 북침이었다고 말해 왔지요. 소련도 북한을 따라서 북침이라고 했고요. 그런데 한국 전쟁이 남침이었다는 말이 강정구라는 사람을 통해서 처음으로 실토했어요.”라고 말했다. 또한, 인천상륙작전 때문에 통일이 좌절되어 아쉽다는 강정구의 발언에 대해서는 “이는 곧 조선인민공화국이 되지 않은 것이 아쉽다는 것입니다. 다시 말하면 대한민국이 그때 무너졌어야 하는데, 무너지지 않은 것이 아쉽다는 것입니다.”라며 비판하였다.
이에 덧붙여 한국 전쟁 당시 북한군에 의해 순교한 몇몇 사제들의 순교사를 언급하며, 현재 우리나라가 대한민국이 아니라면 교회와 추기경 자신과 다른 성직자들도 없었을 것이며 현재 대한민국의 모습도 없었을 것이라고 꼬집었다. 이어 김수환은 강 교수의 생각이 심각하다면서 강 교수의 바람처럼 되었다면 이 나라 사람들은 종교의 자유도 없고, 언론의 자유도 없고, 신체의 자유도 없을 것이고 많은 사람이 강제수용소에 갇혀서 숨도 쉬지 못하는 상황에서 김정일의 지배 아래 살고 있을 것이라 지적하며 어떻게 자유가 없는 김정일의 독재체제 아래 있지 못하는 것을 아쉬워하느냐며 비판을 가하였다.

#### 친일 청산 문제 관련 논란
2005년 민족문제연구소에서 장면과 노기남, 김성수를 친일파로 선정하자 김수환은 유감을 표명하였다. 2005년 10월 21일 동아일보와의 기자회견에서 장면, 노기남, 김성수를 친일파로 선정한 것을 비판하였다. 기자회견에서 장면, 노기남, 김성수를 변호하였는데 그는 일부 민간단체에서 친일파로 선정한 것에 대해, 그 당시 노기남 대주교는 천주교 대표로 되고, 신자 대표로는 장면 박사가 선정된 것이지 그 두 사람 본인의 의지와는 상관없었음을 해명하고, "단순히 그런 것을 보고 친일이라고 판단을 내리는 것은 너무나 가벼운 행동이며 그런 어른들에 대한 모독이다. 만일 그 잣대로 보면 저도 학병을 갔다 왔고, 창씨 개명을 했고, 학교 다닐 때 신사참배도 하였으며 당시 대부분의 사람들이 그러했을 것"이라며 친일파 선정 기준을 비판하였다.
한편 김수환은 그가 조선총독부로부터 학생들을 구하기 위해 오버한 것이라고 밝히기도 했다. 김 추기경이 졸업반인 5학년 때의 일화가 전해진다. 일제에 대한 울분을 참지 못했던 학생 김수환은 ‘수신(修身) 시간’에 ‘황국신민으로서 소감을 쓰라’는 시험문제를 받았다. 답은 이랬다. “황국신민이 아니어서 소감이 없다.”김수환에 의하면 장면의 배려로 오히려 무사했다 한다. '결국 교장이던 장 전 총리에게 불려가 뺨을 맞았다. 장 전 총리가 김수환 학생을 호출해 일부러 꾸짖은 것은 ‘이대로 가다가는 큰 재목 하나를 잃겠다’는 생각 때문이었다. 수신 담당 선생에게 선처를 부탁하기 위해서도 절차가 필요하기도 했다.' 김수환은 퇴학을 각오했는데 오히려 도쿄의 가톨릭계 대학인 조치(上智)대학 문학부 철학과에 입학하게 된다. 김 추기경이 대구교구 장학생으로 일본 유학을 떠난 것도 장 전 총리의 추천 덕택이었다.
노기남의 업적에 대해 "일제강점기 당시 대구교구에서는 일본 사람이 주교가 되었으나 서울은 그래도 노기남 주교님 같은 분이 계셔서 우리 민족에게 대단히 뜻 깊은 기쁨을 주었다, 한국 사람이 그 시대에 주교가 됐다는 점은 대단히 뜻 깊은 사건이고 피상적인 판단으로 어른들을 비난해선 안된다"고 평가하였다.
김성수의 인물됨됨이에 대해서도 강연을 한 적이 있던 김수환은 김성수는 친일이 아니라 정말 민족독립을 위해서 엄청나게 공을 세운 분이라 칭송하고, 독립운동 하는 분들에게 자금을 댄다든지, 민족지라고 할 수 있는 동아일보를 운영하고 중앙고와 고려대를 세워 교육사업을 펼쳤다, 민족혼을 조금이라도 살리기 위해 언론활동을 하고 민족의 인재를 양성하고자 노력한 것 등을 지적하였으며, "단순하게 관찰하고 친일이라고 몰아붙이는 것은 해도 해도 너무하다"며 변호하였다. 이후 그가 친일파라는 근거없는 음해성 자료가 인터넷을 돌아다니기 시작했다. 김수환 친일파설에 의한 비판이 도를 넘어서자 2009년 한국의 진보 진영의 논객 진중권은 김수환을 옹호하는 글을 기고하기도 했다. 한편, 민족문제연구소는 해명자료를 내고, "인터넷에 떠돌고 있는 '김수환 추기경이 친일인명사전 수록대상자'라는 주장은 사실이 아니다"고 밝혔다.

#### 생명 윤리에 관련된 견해
2001년 1월 26일에 경기도 의왕시의 서울구치소에서 사형 직전의 사형수들을 찾아 미사를 집전한 뒤 기자회견에서 그는 사람의 죽음을 대수롭지 않게 여기는 생명경시 풍조가 근본적인 문제라고 지적하였으며 사형제도와 낙태 문제에 대해 반대 의견을 피력하였다. 2004년, 동아일보와의 기자회견에서 그는 "사형제 폐지, 낙태 반대 등은 모든 것이 다 생명을 위해서이다. 우리가 사는 목적이 무슨 돈을 벌기 위해서, 권력을 갖기 위해서가 아니고, 인간이 참으로 인간다운 삶을 살기 위한 것이다. 줄여서 말하면 참생명이다. 참생명은 현실에서만이 아니고 영원으로 이어지는 생명이며 생명은 세상 모든 것과도 바꿀 수 없는 것"임을 강조하였다.
황우석 사태가 일어나고 2005년 12월 김수환 추기경의 성탄절 대담 자리에서 배아줄기세포 진위 논란 사태에 대한 소감을 말하며 두번이나 눈물을 보이기도 하였다.

#### 서번트 리더십
1998년 서울대교구장에서 물러난 김수환은 스스로를 "혜화동 할아버지"라고 칭하며 게시판에 올라온 신자들의 편지(게시글)에 2년 여간 일일이 답하였다. 또한 신자들의 글에 직접 답장을 쓰면서, 글씨 크기를 확대하여 작성하는 등 모습을 보여 이른바 '서번트 리더십'을 보였다고 평가된다.

#### 예술 활동
2004년 3월 24일 오후 서울 중앙시네마에서 열린 특별 시사회에 특별히 참석하여 관람하기도 했다. 또한 테레사 수녀의 생애를 다룬 '마더 데레사'도 관람하기도 했다.
2007년 10월 18일부터 23일까지 세종문화회관 전시실에서 열린 ‘현대미술 오늘과 내일’ 전에 김수환이 그린 드로잉들이 전시되었다. 동성고등학교가 개교 100주년을 맞아 동문의 작품을 소개하는 전시에서 동성고등학교의 전신인 동성상업학교를 1941년에 졸업한 김수환은, 드로잉 14점과 그가 평소 아끼던 붓으로 직접 쓴 판화 7점을 출품하였다.
김수환이 그린 드로잉은 검은색 유성파스텔을 이용해 동그란 얼굴 안에 눈, 코, 입 등을 그리고 그림 아래에 ‘바보야’라는 문구를 적은 자화상과 옛집, 원, 산, 기차 등이었고, 붓글씨는 《나는 길이요 진리요 생명이다.》 등이었다. 또한, 역시 동성고등학교 동문인 홍익대학교 미대 학장이 김 추기경의 모습을 한지에 수묵으로 그린 그림 6점도 전시되었다. 김 추기경이 만든 전시작품의 판매 수익은 장학기금으로 사용되었다.

### 선종 및 장례
2008년 7월부터 노환으로 기력이 쇠약해져 서울성모병원에서 입원 치료를 받아왔다. 2008년 10월 4일 오전 한 때, 호흡 곤란으로 산소 호흡기에 의존하는 등 생명이 위중할 지경에 이르렀으나 기력을 회복했다.
2009년 2월 16일 오후 급격히 호흡 곤란과 혈압이 떨어지면서 의식을 잃어 의료진이 응급 조치에 나섰지만, 결국 오후 6시 12분 경 강남성모병원에서 86세의 나이로 선종하였다. 개신교와 대한 성공회, 한국 정교회, 불교, 천도교, 원불교 등 각 종파에서도 죽음을 애도했고, 김수환 추기경을 추모하기 위해 전국에서 조문 행렬이 이어졌다. 보도에 따르면 2월 20일 자정까지 방문한 조문객 수가 38만 7천 420여명으로, 이는 그해 5월 23일에 사망한 노무현 전 대통령의 분향소를 방문한 조문객 500만명, 1979년 암살된 박정희를 추모하기 위해 5일장 기간 중 광화문 앞에 모인 문상객 200만명, 1949년 김구가 안두희에게 암살된 직후 그를 추모하기 위해 10일간 경교장에 조문한 100만명 등에 이은 역대 4번째 최다 조문객 방문 기록이다. 2월 21일에는 약 40여만 명이 성당을 찾아 조문한 것으로 집계되었다. 김수환 추기경의 장례식은 국민장과 사회장 중에서 택할 것으로 결정하였다가 바티칸으로부터 특별히 교황장으로 하라는 연락을 받았다.
김수환 추기경의 장례는 5일장으로 치러졌기 때문에 선종한 다음 날 2월 17일에서 19일까지 사흘동안 새벽 6시부터 자정까지 시신을 일반인에게 공개하였다. 단 비공개로 염습이 시작되는 2월 19일 오후 4시부터 1시간 동안 일반인의 출입을 통제하였다. 조문 기간 동안 명동 대성당에 김수환 추기경을 추모하기 위해 방문한 조문객들은 명동 대성당부터 퇴계로 4가, 명동역, 명동역 골목을 잇는 무려 3킬로미터가 넘는 긴 행렬을 이루었으며, 4초간의 조문을 위해 평균 3시간 30분 가량을 기다려야 했음에도, 불만이나 지루해 하지 않았고 심지어는 전혀 안면이 없는 주변 사람들에게도 커피나 음료수를 나눠주기도 하였다. 조문 기간 동안 명동 대성당에는 이명박 및 전두환, 김영삼, 김대중 등 전직 대통령들과 정치인,정부 관계자, 주한 외교 사절, 재계 인사, 종교계 인사, 예술인, 전현직 자치단체장 등이 조문하였다.

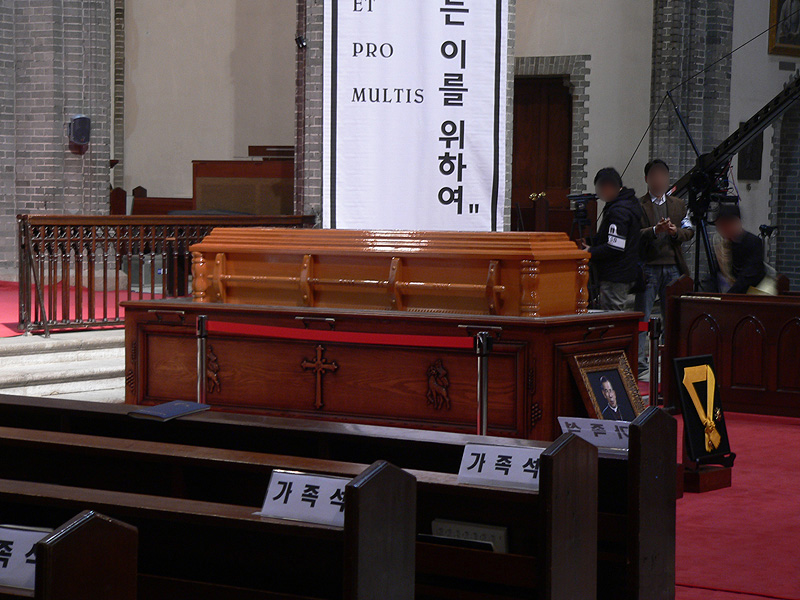
입관 후의 모습

장례 미사는 2009년 2월 20일 명동성당에서 치러졌으며, 시신은 용인시 천주교 공원묘원 성직자 묘역에 안장되었다. 당초에는 서울대교구장으로 장례를 치를 예정이었으나 교황 베네딕토 16세가 2009년 2월 19일 교황을 대신하여 장례 미사 및 집전례를 집전하는 특사로 정진석 추기경을 임명하였다고 발표함으로써 교황장으로 격상되었다. 추도사는 베네딕토 16세를 비롯해 이명박 대통령(한승수 국무총리가 대독), 오스발도 파딜랴 주한 교황대사 등이 했다. 추도 미사는 약 800여명이 참가했다.
비석에는 김수환 추기경의 사목 표어 "너희와 모든 이를 위하여"가 한국어와 라틴어로 새겨졌으며 비문(碑文)으로는 "주님은 나의 목자, 나는 아쉬울 것이 없어라"라는 시편 23편의 구절이 새겨졌다. 장례는 정통 가톨릭 예식과 유교 예식이 어우러져 치러졌으며, 장례와 관련한 모든 의식은 국가기록물로 지정되고 기록되었다.
2월 22일에는 대한민국 전국의 성당에서 추도 미사가 열렸다. 서울대교구는 2009년 4월 5일(주님 수난 성지 주일)까지 사순절 기간을 김수환 추기경에 대한 추모 기간으로 선포했다.

### 선종 이후
한편, 김수환 추기경은 1990년 1월 5일에 장기 기증에 서약하였고, 선종 후에는 자신의 각막을 두 사람에게 기증하였다. 김수환 추기경이 각막을 기증했다는 사실이 보도되고 나서 사랑의 장기기증 운동본부에는 평소보다 10배나 많은 사람이 장기기증 의사를 밝혔고, 여타 공공기관 등에서의 장기기증 약속, 그리고 연예인들의 장기 기증 의사 또한 이어졌다. 특히 가수 장윤정, 서인영, 박현빈, 쥬얼리 S, 배우 정한용, 희극인 양원경 등이 자신의 장기를 기증하겠다는 의사를 밝혔고, 장기기증 운동본부 관계자는 “김 추기경 선종 이후 장기기증 문의가 쇄도했고 실제로 기증 의사를 밝힌 사람 수도 많이 늘었다며, “특히 선종 이후 5일까진 기증 희망자가 너무 많아 업무가 마비될 정도였다.”라고 말했다.
또한, 그의 평소 가르침에 따라 자원 봉사와 입양 등의 봉사도 이어졌다.
- 서점가에는 그와 관련된 책이 잇따라 출간되었으며, 수원대학교 명예교수이자 문학평론가인 구중서 교수가 김 추기경 평전으로 《사랑하고 또 사랑하고 용서하세요.》를 집필하였다. 김수환의 말과 글을 시구처럼 편집한 엮은 잠언집 《바보가 바보들에게》도 발간되었다. 현재 천주교 서울 대교구는 그가 한국 사회에 남긴 인사말을 사회운동으로 펼치고 있다. 서울대교구는 그가 선종한 후 2009년 3월 9일 ‘고맙습니다. 사랑합니다.’라고 적힌 지름 9cm 크기의 원형 스티커를 50만 장 찍어 일반에 배포되었다.
- 이 스티커는 빨간색을 바탕으로 그가 그린 자화상 《바보야》를 중앙에 새겨, 많은 사람이 차량 유리창이나 사무실 출입문 등에 이 스티커를 붙여 김 추기경의 넋을 기렸다.[100]
- 묘소는 경기도 용인시 처인구 모현읍 오산리 천주교 공원묘지에 있으며, 하루 평균 800명의 추모객이 다녀간다.[101]
- 김수환 추기경 본인이 광산 김씨이며 이름에서 수(壽)가 항렬자에 해당한다고는 알고 있었으나,[102] 남아 있는 자료를 찾을 수 없어[103] 본향이 연산면 어디이며 정확한 자신의 조상이 누구인지 생전엔 알 수 없었다.[102] 조선 시대의 천주교 박해 때문에 찾을 수 없던 자료를 광산김씨 종친회는 사후에야 오랜 조사를 통해 김수환 추기경의 조상을 밝혀 낸다.[103]

2010년 2월에는 그가 그린 자화상의 이름을 본뜬 모금 및 배분 전문 공익법인 《바보의 나눔》이 창립되었다.
천주교 서울대교구에서는 김수환 추기경의 선종 10주년을 맞는 2019년 2월에 추모사진전과 유품전시회, 기념음악회등 다양한 기념행사를 개최하였다.
2024년 6월 교황청으로부터 시복 추진에 '장애 없음(Nihil Obstat)" 승인을 하였고 '하느님의 종'칭호를 받게되었다.

## 평가
김수환 추기경 재임 시절 군사 정권에 대항하였고 수 많은 정치 사건에 많은 말을 남겼는데, 박정희 대통령이 서거했을 때에는 "인간 박정희가 하느님 앞에 섰습니다"라는 말을 했다. 특히 1987년 박종철 고문치사 사건 때에도 "바로 카인의 대답입니다"라는 말로 당시 전두환 정권의 공권력을 꾸짖기도 한 바 있다. 이런 김수환 추기경의 노력 덕분에 종교계의 참여 등으로 민주화 운동에 기여했다.
2000년대에는 진보진영과 종종 정치적 갈등을 겪었다. 2004년 사순절 기념 강연에는 노무현 탄핵사태 등으로 국론이 분열될 것을 우려하며 여당에 참을 것을 주문하였다가 함세웅 신부로부터 불의한 독재시대에 권력자들이 늘 했던 표현이며 시대의 징표를 읽지 못한다는 비판을 받기도 하였다. 그 뒤 그는 우연히 한나라당 소속 국회의원의 단식농성 현장을 찾아 위문했다가 다시 함세웅 신부의 규탄을 받기도 했다.
그는 사립학교법 개정에 반대하기도 하였고, 노무현 대통령 탄핵 정국 때는 촛불시위 자제를 촉구하기도 해 진보 진영에서 비판하기도 하였다. 그리고 그가 "군장성에게서 사병들 가운데도 반미 친북 성향을 가진 사람이 많다는 얘기를 들었다"며 "나라의 전체적 흐름이 반미 친북 쪽으로 가는 것은 대단히 걱정스럽다"고 말하자, 손석춘이 비판하는 글을 올렸다. 또한 국가보안법 존치를 지지해 진보 진영과 충돌하였다. 이에 백남해 신부(2004년 9월 20일자 <경남도민일보> 칼럼)와 호인수 신부는 추기경을 비판하는 글을 기고했다.

## 저서
- 《하느님은 사랑이시다》(분도출판사, 1981)
- 《평화를 위한 기도》(1981)
- 《이 땅에 평화를 - 김수환 추기경과의 대화》(햇빛출판사, 1988) ISBN 600-03-2436-7
- 《참으로 사람답게 살기위하여 - 김수환 추기경의 세상 사는 이야기》(사람과 사람, 1998) ISBN 978-89-85541-02-2
- 《우리가 서로 사랑한다는 것》 (사람과 사람, 1999) ISBN 978-89-85541-52-7
- 《너희와 모든 이를 위하여》 (사람과 사람, 1999) ISBN 978-89-85541-53-4

## 관련 서적
- 《아, 김수환 추기경 1, 2》 (이충렬 지음, 김영사, 2016.12)
- 《김수환 추기경 전집》 (김수환추기경전집편찬위원회, 가톡릭출판사, 2001)

## 문장

김수환 추기경 문장

방패 안의 왼쪽은 순교자들의 피 위에 세워진 한국 교회를, 오른쪽은 삼각산과 산으로 둘러싸인 서울을 상징하며, 별은 원죄 없이 잉태하신 성모 마리아를 주보로 모심을 나타낸다. 주교의 권위를 상징하는 모자 아래의 술5단은 추기경임을 뜻한다.
아랫쪽에 리본에 씌어있는 "PRO VOBIS ET PRO MULTIS"는 라틴어이며, 한국어로는 "너희와 모든 이를 위하여"라는 뜻이면서 김수환 추기경의 사목표어이다.

## 이외 전력
- 1988년 2월 - 서울가톨릭대학교 종신종교학연구교수

## 가족 관계
- 할아버지: 광산김씨 36세 김보현(세례명은 요한, 1848년~1868년, '무진박해'로 인해 순교)
- 할머니: 강말순(1850년~1915년)
  - 아버지: 광산김씨 37세 김영석(세례명 요셉, 1868년~1929년)
  - 어머니: 서중하(세례명 마르다나, 1880년~1956년)
  - 셋째 형: 김필수(1917년~1993년)
    - 조카: 김병호 바르톨로메오
      - 조카며느리: 이현구 안젤라

    - 조카: 김병기 베드로
      - 조카며느리: 문정자 데레사

    - 조카: 김병무 요셉
      - 조카며느리: 송희숙 마리아

  - 넷째 형: 김동한(세레명 가롤로, 1919년 6월 25일~1983년 9월 28일)

## 기타

### 장면 총리 성인 추대 운동
김수환 추기경은 장면을 가톨릭 성인(聖人)으로 추대하는 운동을 주도했으나 생전에 그뜻을 이루지 못했다. 동성상고 동문회의 한 관계자는 “추기경님은 돌아가시기 전까지 ‘선생님은 성인(聖人) 반열에 오르셔야 할 분’이라며 장 전 총리에 대한 진실을 밝히려 애쓰셨는데 뜻을 이루지 못해 눈을 감으며 아쉬우셨을 것”이라고 밝히기도 했다.
2006년 장면 전 총리 서거 40주년 미사를 장익 주교와 김수환 추기경이 공동으로 집전했다. 당시 김 추기경은 “장 전 총리는 성인의 지위에 오를 만한 분이라고 생각한다”고 말해 장 전 총리에 대한 각별한 마음을 나타냈다.
김 추기경은 과거 장 전 총리 탄생 100주년 기념미사를 집전하는 자리에서 “성인 추대를 교회 차원에서 생각해 볼 수 있다”고 말한 바 있다. 운석은 미국 유학시절 세계 가톨릭 내 신앙조직인 프란체스코 수도회에 평신도로 가입한 데 이어 이 수도회를 국내에 소개했다.
김수환 추기경은 1990년대부터 그를 성인으로 추대하는 운동을 추진했다.
1999년 8월에 김추기경은 강론을 통해 "장면 박사는 정치인으로나 신앙인으로 모범적이고 거룩한 분이었다"고 회고한 뒤 "교회 차원에서 시복(諡福:죽은 뒤에 복자품에 올리는 일) 혹은 시성(諡聖:성인품에 올리는 일)이 추진되기를 바란다"고 밝혔다. 그러나 성사시키지 못한다.

## 수상 경력
- 2002년 11월 베르나르도오히긴스 대십자훈장(칠레)
- 2001년 1월 대십자공로훈장(독일)
- 2000년 11월 제2회 인제인성대상(인제대학교)
- 2000년 5월 제13회 심산상(성균관대학교)
- 1970년 8월 국민훈장 무궁화장

## 영화
- 2011년 바보야
- 2014년 그 사람 추기경
- 2017년 내 친구 정일우
- 2020년 저 산 너머

## 같이 보기
| - 병인박해 - 한국의 로마 가톨릭교회 - 김동한 - 장면 - 노기남 - 정진석 - 장익 - 강원용 - 윤보선 - 제2공화국 - 제3공화국 | - 김동길 - 문익환 - 문동환 - 문규현 - 박정희 - 최기일 - 함세웅 - 함석헌 - 백남해 - 호인수 - 손석춘 |